# 神戸敏行
神戸敏行（こうと としゆき、1958年 5月30日-）は、2011年7月5日よりニコニコ動画で配信開始されたニコジョッキーのプロデューサー、株式会社コンテンツタワー代表取締役社長、株式会社ディスカバリー・エンターテインメント取締役、西口エンタテインメント株式会社（西口プロレス）取締役。GyaOジョッキーの元総合プロデューサーでGyaOの元バラエティ部門の番組プロデューサー、インターネットコンテンツ製作会社電子公園の元代表取締役。GyaOジョッキーでの通称はズラサン。

## 人物
- 以前はシャープ[1]・新日本製鐵（現：日本製鉄）[2]で営業をしていたが2000年に電子公園に所属。現在はコンテンツタワー代表取締役。[3]
- ズラサンの愛称はGyaOジョッキーの「あいなり」に出演した際、MCの夏目ナナが拾ったチャットから。
- GyaOジョッキーの総合プロデューサーだが鳥居みゆきの事は話が通じないので怖いらしい。[4]
- チャットの「どうしたらズラサンの様になれますか？」と言う質問に対し「かなぐり捨てろ！」と答える。以後名文句とされる。[5]
- 2010年4月15日からTwitterを開始。
- エグゼクティブ・プロデューサーをつとめていたGyaoジョッキーは2009年8月28日に終了したが、2010年4月現在、復活に向けて、電子公園のサイト内に「JOCKEY 復活への道 - produce by ズラサン -」というアンケート・ページを設置（外部リンク参照）。2011年7月1日からニコニコ動画で「ニコニコジョッキー」として復活することが決まった[6]。実際にスタートしたのは同年7月5日で、番組名は「ニコジョッキー」となった。
- 将棋をしながらAVを見ている。酔っている様に見えるが酒は飲めない。愛煙家である。
- 初めてニコジョッキーを見に来た視聴者が何も知らずに「Gyaoのパクリですね」とコメントした際に放送中にもかかわらずブチギレた事がある。

## 手掛けた番組・作品

### インターネット番組
- あいなり（2006年11月20日-2007年6月22日：レギュラー出演）
- カンニングの恋愛中毒
- 及川奈央の自然体にもほどがある
- 鳥居みゆきの社交辞令でハイタッチ
- 紅音ほたる!満潮!絶好調!

- ズラサンミーティング (不定期：GyaOジョッキーやニコジョッキーについてチャッターと相談しあう番組)
- その他:GyaOジョッキー参照
- ニコジョッキー(2011年7月 - )
- スパローズのギリギリアウツ!?（2013年ー）

### 出演
（ニコジョッキー）
- ニコジョッキー番組紹介しょ〜かい（テスト放送で本番組の30分前）：月ー金
- ズラサンミーティング：月1不定期
- ラブもっこり会議：レギュラー出演
- IKURAのどうなのよ？；アシスタント

### ラジオ
- Lucky Legsのへなちょこキック (USENラジオ)

### ライブ
- ズラサンミーティングＬＩＶＥ（2012年4月8日、阿佐ヶ谷ロフト）
- ほのとりまオフ会(2013年3月20日）

### DVD作品
- カンニングの恋愛中毒
- 鳥居みゆき ハッピーマンデー
- 原口あきまさの波乱万場2～Life of Comedians～
- スパローズ『ビジネスクズ』（2013年11月6日、三栄書房）

他多数制作